# Acragas mendax
Acragas mendax là một loài nhện trong họ Salticidae.
Loài này thuộc chi Acragas. Acragas mendax được Bauab & Ilka Maria Fernandes Soares miêu tả năm 1978.